# RE-MAINTENANCE
"RE-MAINTENANCE"는 그룹 씨엔블루(CNBLUE)의 세 번째 싱글 앨범으로, 2011년 1월 9일 일본에서 발매되었다. 이 앨범의 타이틀 곡인 Try again, Smile again이 일본 오리콘 싱글 데일리차트 2위, 인디즈 앨범 위클리 1위에 올랐다.

## 수록곡
1. Try again, Smile again [3:56]
（작사: 정용화 작곡: 정용화, Ryo, 한성호 편곡: Youwhich）
2. Don't say good bye [4:26]
（작사: 정용화 작곡: 정용화, Ryo 편곡: Youwhich）
3. kimio [3:37]
（작사: CUL 작곡: 이종현 편곡: Youwhich）
4. Try again, Smile again（instrumental） [3:54]